# Bakmaz
Bakmaz d.o.o. su hrvatske maloprodajne i veleprodajne trgovine u sastavu NTL-a iz Zadra. Bakmaz je osnovan 1990. godine kao veleprodajno poduzeće voća i povrća sa samo dva radnika. Širenjem trgovine asortiman se proširio na prodaju pića, prehrambenih i neprehrambenih proizvoda. Bakmaz ima skladišnu zapreminu od gotovo 3000 m2. Godine 2001. Bakmaz je postao punopravnom članicom trgovačkog lanca CBA, a 2009. CBA i NTL su se ujedinili u jedinstvenu grupaciju ostavljajući ime NTL-a. Poduzeće danas ima 135 prodajnih i više od 500 radnih mjesta.
Bakmaz se proslavio Zlatnom plaketom Hrvatske gospodarske komore za najuspješnije trgovačko društvo za 1997., 1998., 1999. i 2000. u kategoriji srednjih trgovačkih društava.
2017. godine bili su u užem krugu za priznanje Hrvatske gospodarske komore – Županijske komore Zadar - plaketa Zlatna kuna, u kategoriji velikih tvrdaka.